# BL Crucis
BL Crucis eller HD 108396, är en ensam stjärna belägen i mellersta delen av stjärnbilden Södra korset. Den har en skenbar magnitud av ca 5,50 och är mycket svagt synlig för blotta ögat där ljusföroreningar ej förekommer. Baserat på uppmätt parallaxmätning inom Hipparcosuppdraget enligt Gaia Data Release 2 på ca 6,84 mas beräknas den befinna sig på ett avstånd av ca 480 ljusår (ca 146 parsec) från solen. Den rör sig bort från solen med en heliocentrisk radialhastighet av ca 72 km/s.

## Egenskaper

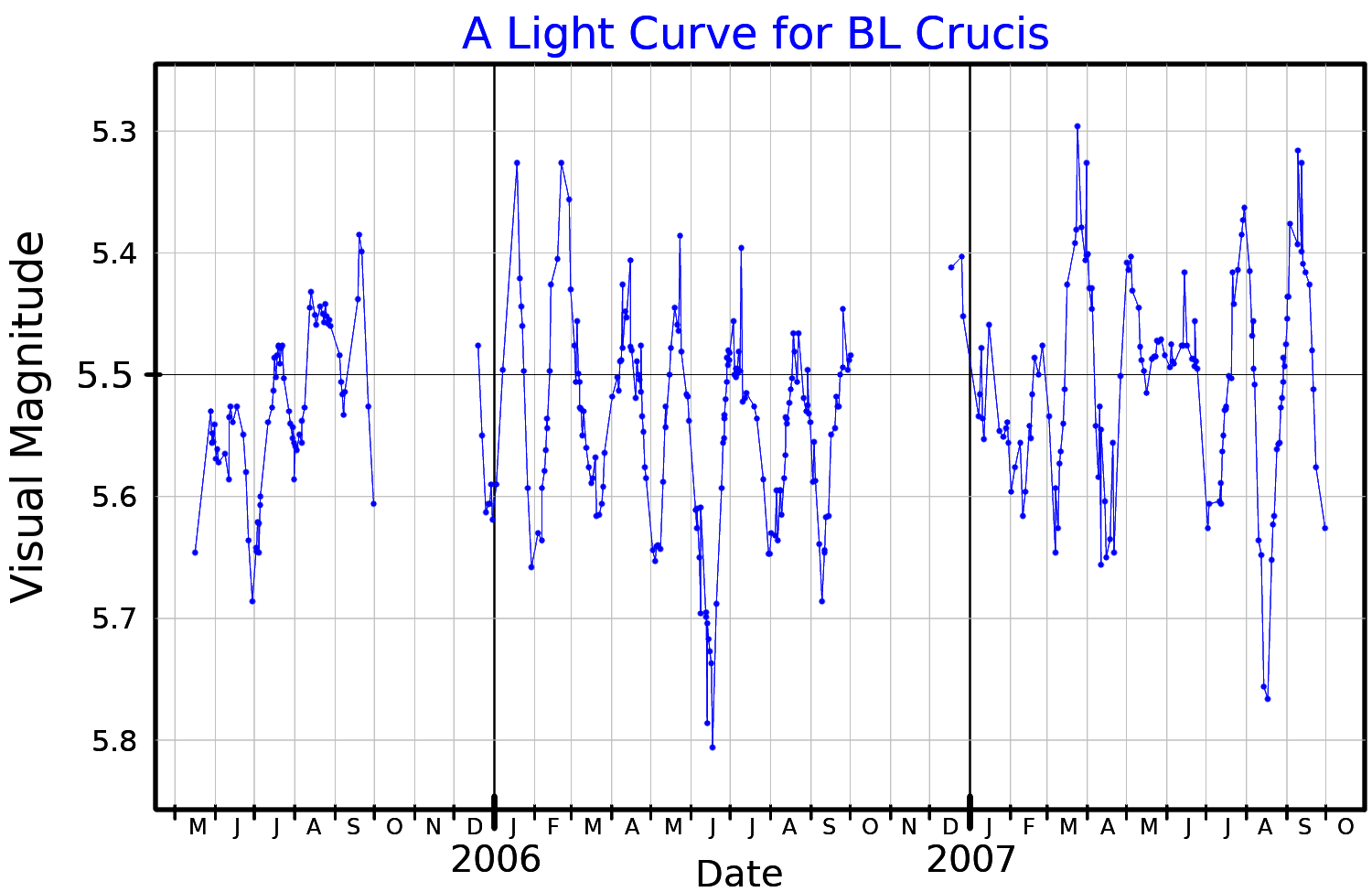
Ljuskurva för BL Crucis, plottad från Tabur et.al.

BL Crucis är en röd jättestjärna av spektralklass M4-5 III .. Den är en halvregelbunden variabel, som varierar med tre olika perioder på 30,7, 42,3 och 43,6 dygn.